# Sergio Scaglietti
Sergio Scaglietti (Modena, 9 gennaio 1920 – Modena, 20 novembre 2011) è stato un designer e imprenditore italiano attivo nell'automotive design.

## Biografia
Si appassionò alla creazione di auto fin da bambino, tanto che a 8 anni già si divertiva a costruire macchinine da corsa utilizzando creta e fili di ferro. Nel 1933, tredicenne, dopo la morte del padre trovò subito lavoro presso un carrozziere. Sei anni più tardi, nel 1939, avvenne l'incontro con Enzo Ferrari, a cui il designer sarà legato da un profondo rapporto professionale e di amicizia per tutta la vita.

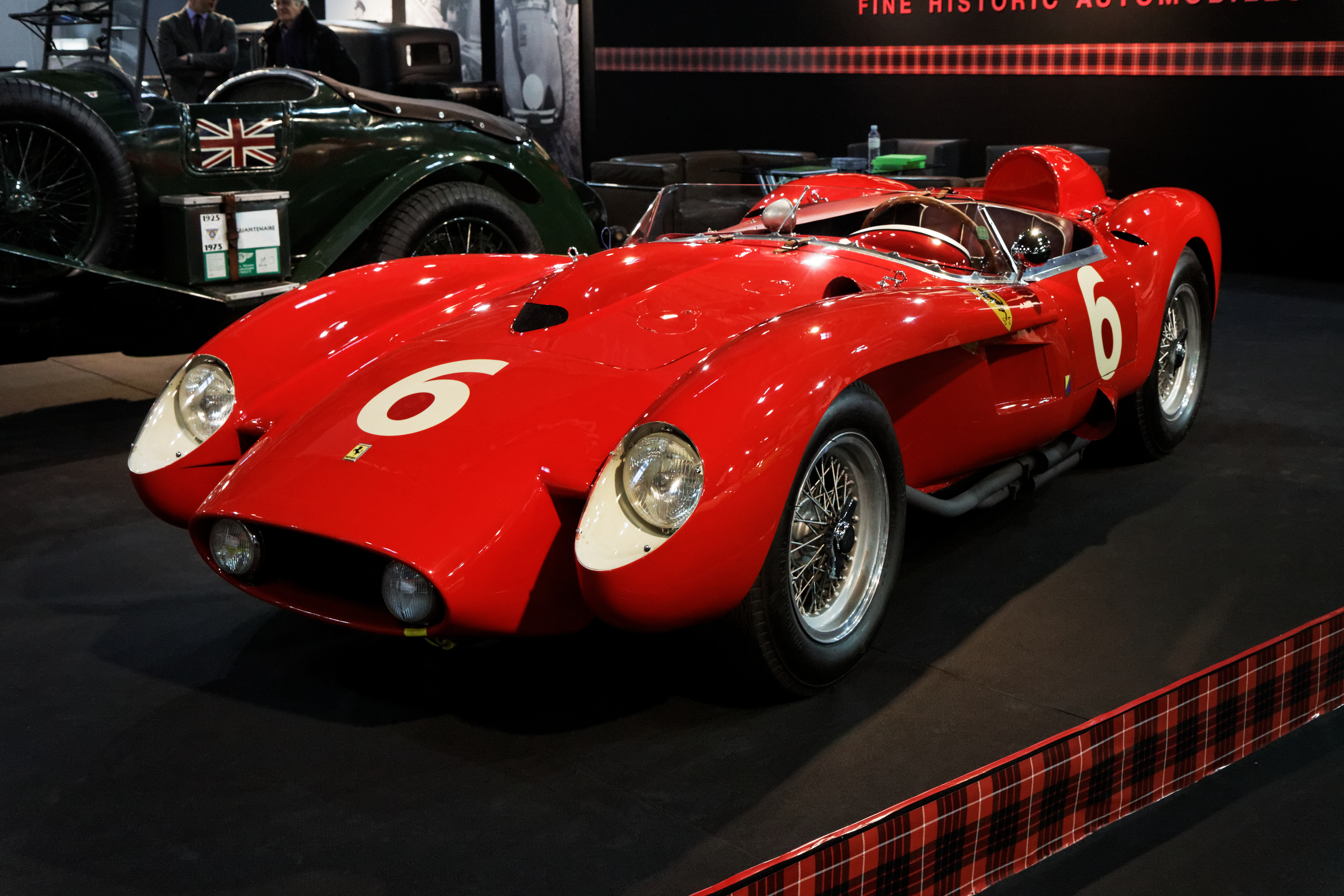
Ferrari 250 Testa Rossa (1957), tra le realizzazioni di maggior spicco del designer italiano.

Il Drake, allora titolare della Scuderia Ferrari dell'Alfa Romeo, capitò per caso nell'officina dove lavorava Scaglietti, che all'epoca era un semplice martellatore lattoniere addetto alla riparazione dei parafanghi delle auto da corsa; qui Ferrari notò un'Alfa 12 cilindri da lui riparata e modificata, con vari cambiamenti a parafanghi e fanali, che avevano dato alla vettura una linea aerodinamica e futuristica. Ferrari ne restò incuriosito e affascinato, sicché iniziò a indirizzare da Scaglietti tutti i piloti e clienti che necessitavano di riparazioni per le loro auto, i quali non fecero altro che confermare la bontà dei lavori.
Nel 1951 Scaglietti fondò l'omonima carrozzeria, e il Drake – che nel frattempo, nel 1947, aveva dato vita alla Ferrari – incominciò a commissionargli delle carrozzerie per le sue nuove vetture; il primo lavoro riguardò la realizzazione delle scocche della 500 Mondial. Da questo momento l'attività del carrozziere fu esclusivamente legata alla casa di Maranello della quale divenne, assieme a Pininfarina, uno dei principali collaboratori. Scaglietti disegnò alcune delle Ferrari più iconiche degli anni 50, 60 e 70 del XX secolo, come la 250 Testa Rossa, la 250 GT California, la 250 GTO e le 750 e 860 Monza, contribuendo anche alla realizzazione della 365 Daytona.

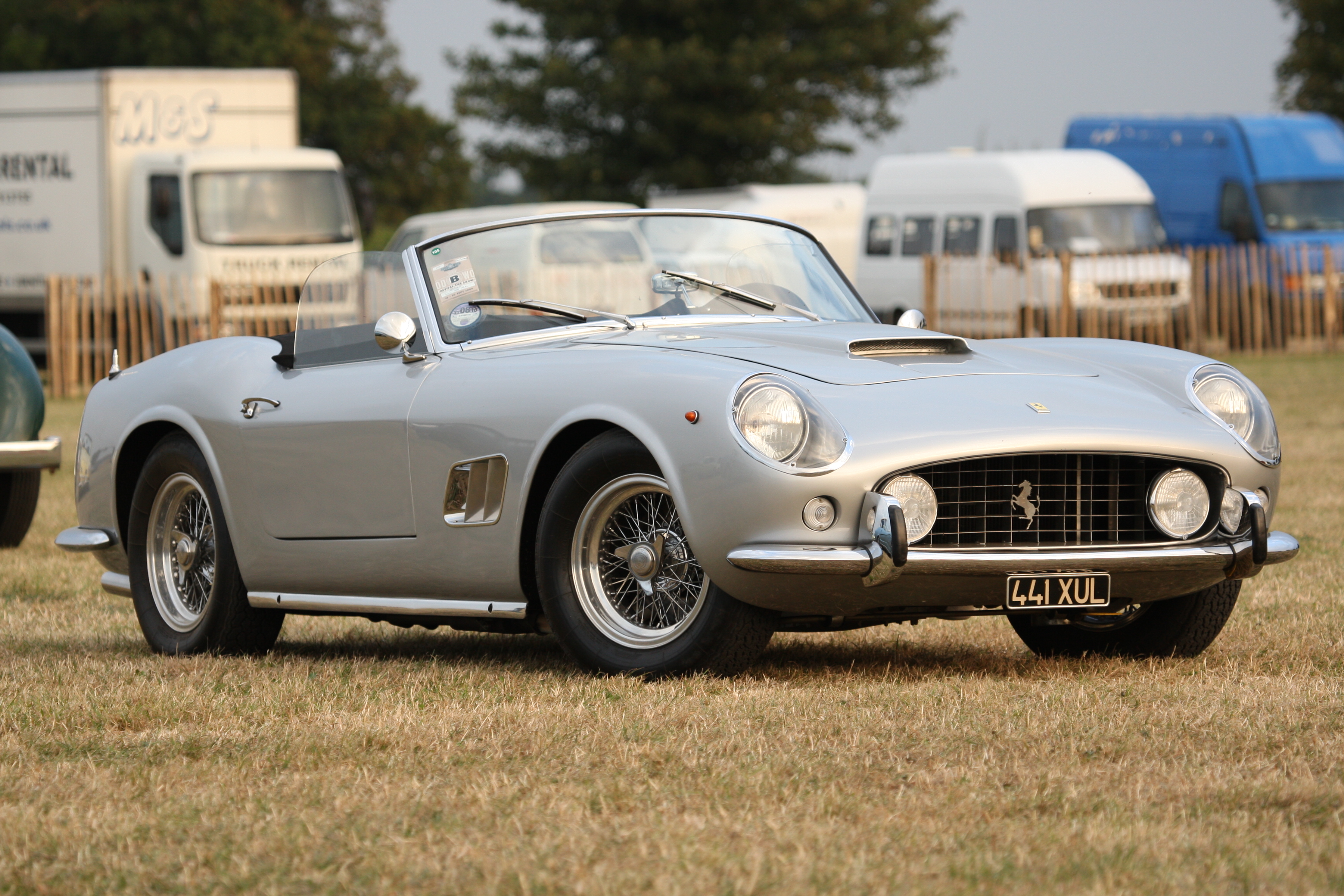
Ferrari 250 GT California Spyder SWB (1960)

Nel 1959 Scaglietti venne inoltre affiancato nel suo atelier dai figli Oscar e Claudio. Continuò a collaborare da esterno per la casa del Cavallino Rampante fino al 1975, quando il pacchetto di maggioranza della sua carrozzeria venne rilevato dalla stessa azienda modenese. Nel 1997 la Ferrari decise di chiamare col suo nome il programma di personalizzazione della casa, mentre nel 2003 rese onore a Sergio Scaglietti con un omaggio mai fatto prima a una persona ancora in vita, intitolandogli la 612 Scaglietti – a sua volta ispirata alla speciale 375 MM che il designer realizzò, a metà anni 1950, per Roberto Rossellini e Ingrid Bergman.
È morto nel 2011, all'età di 91 anni.